# 30 St Mary Axe
30 St Mary Axe, häufig The Gherkin genannt (englisch für Gewürzgurke), ist ein 180 m hoher Wolkenkratzer im Finanzbezirk der City of London. Er wurde als Büroturm des Rückversicherers Swiss Re erbaut und ist deshalb auch als Swiss Re Building oder Swiss Re Tower bekannt.
Das Gebäude wurde 2001 bis 2004 durch die Architekten Ken Shuttleworth und Norman Foster an der Stelle der durch einen IRA-Anschlag zerstörten Baltic Exchange errichtet. In seiner äußeren Form ähnelt es dem etwa gleichzeitig in Barcelona erbauten Torre Glòries.

## Bau und Konstruktion
Das 41-stöckige Gebäude wurde im April 2004 bezogen. Für den vom österreichischen Stahlbauunternehmen Waagner Biró realisierten Bau wurden 10.548 Tonnen Stahl verwendet. Das Tragwerk besteht aus ineinander verschlungenen Helixsträngen, einer Art Schlauchgeflecht. Aus dieser Formgebung folgt eine Verkleidung gänzlich bestehend aus dreieckigen und rautenförmigen Glaselementen.
Das Gebäude hat eine Gesamtfläche von 47.310 m². Deckplatten und Fenster öffnen und schließen sich computergesteuert nach der Witterung. Es gibt Atrien über bis zu sechs Stockwerke. Die Klimatechnik ist nur bei extremen Wetterverhältnissen aktiv.

## Eigentümer
Die Swiss Re als ursprüngliche Eigentümerin verkaufte das Gebäude für 630 Millionen Britische Pfund (ca. 950 Millionen Euro) im Februar 2007 an den deutschen Immobilienkonzern IVG Immobilien, wird es aber weiter als Hauptmieter (55 % bis 2031) nutzen.
Das Hochhaus war im April 2014 unter Zwangsverwaltung gestellt worden. Im Juli 2014 wurde „The Gherkin“ für rund 820 Millionen Euro zum Verkauf angeboten und Anfang November 2014 für 925 Millionen Euro von Joseph Safra gekauft.

## Auftreten in Filmen
Der Film Basic Instinct 2 aus dem Jahr 2006 spielt zu großen Teilen im 30 St Mary Axe. In Match Point aus dem Jahr 2005 (Regie: Woody Allen) hat die Hauptfigur Chris Wilton ihr Büro im 30 St Mary Axe. Ebenso befindet sich das Büro des Wertpapierhändlers Max Skinner im Film Ein gutes Jahr in der „Gherkin“. Auch am Anfang von Harry Potter und der Halbblutprinz ist der Turm kurz zu sehen. In der Episode Der blinde Banker der englischen Miniserie Sherlock wird das Gebäude mehrfach gezeigt, so auch von der Balkonperspektive von oben. Im Film Thor – The Dark Kingdom rutschen Thor und sein Antagonist Malekith während eines Kampfes die Glasfassade des Gebäudes herunter.
Im Dokumentarfilm Building The Gherkin spielt das Gebäude selbst die Hauptrolle. Der Film begleitet den gesamten Entstehungsprozess von 30 St Mary Axe von 1999 bis 2005.
Die Zukunft des Gebäudes und sein Zusammenbruch nach einem fiktiven Verschwinden der Menschheit wird in Folge 3 der 2. Staffel der Dokufiktion-Serie Zukunft ohne Menschen („Die Wiege der Zivilisation“, USA 2010) behandelt.
In der siebten Staffel von Skins – Hautnah arbeitet Effy Stonem in dem Gebäude.

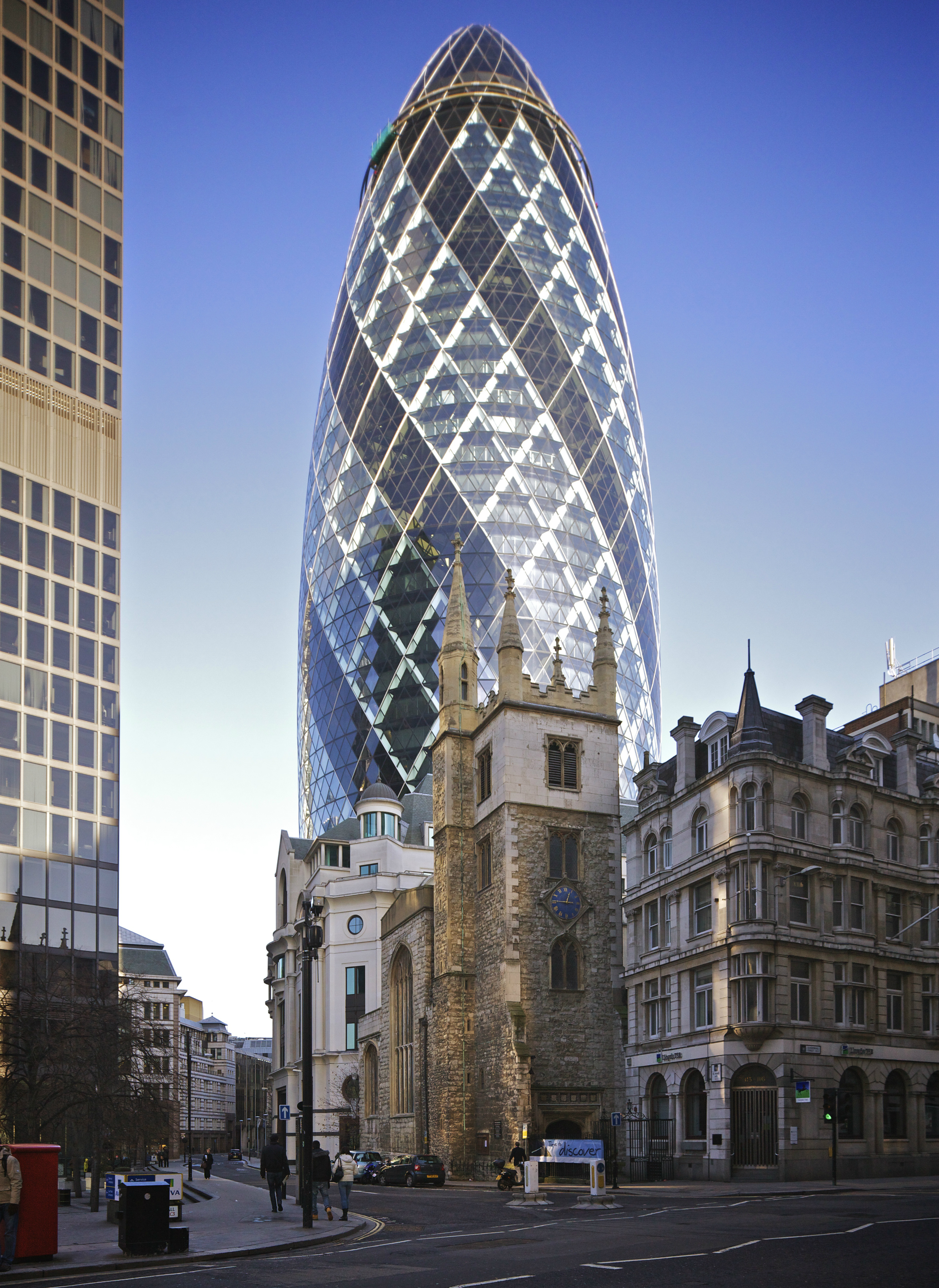
30 St Mary Axe mit Kirche St. Andrew Undershaft im Vordergrund
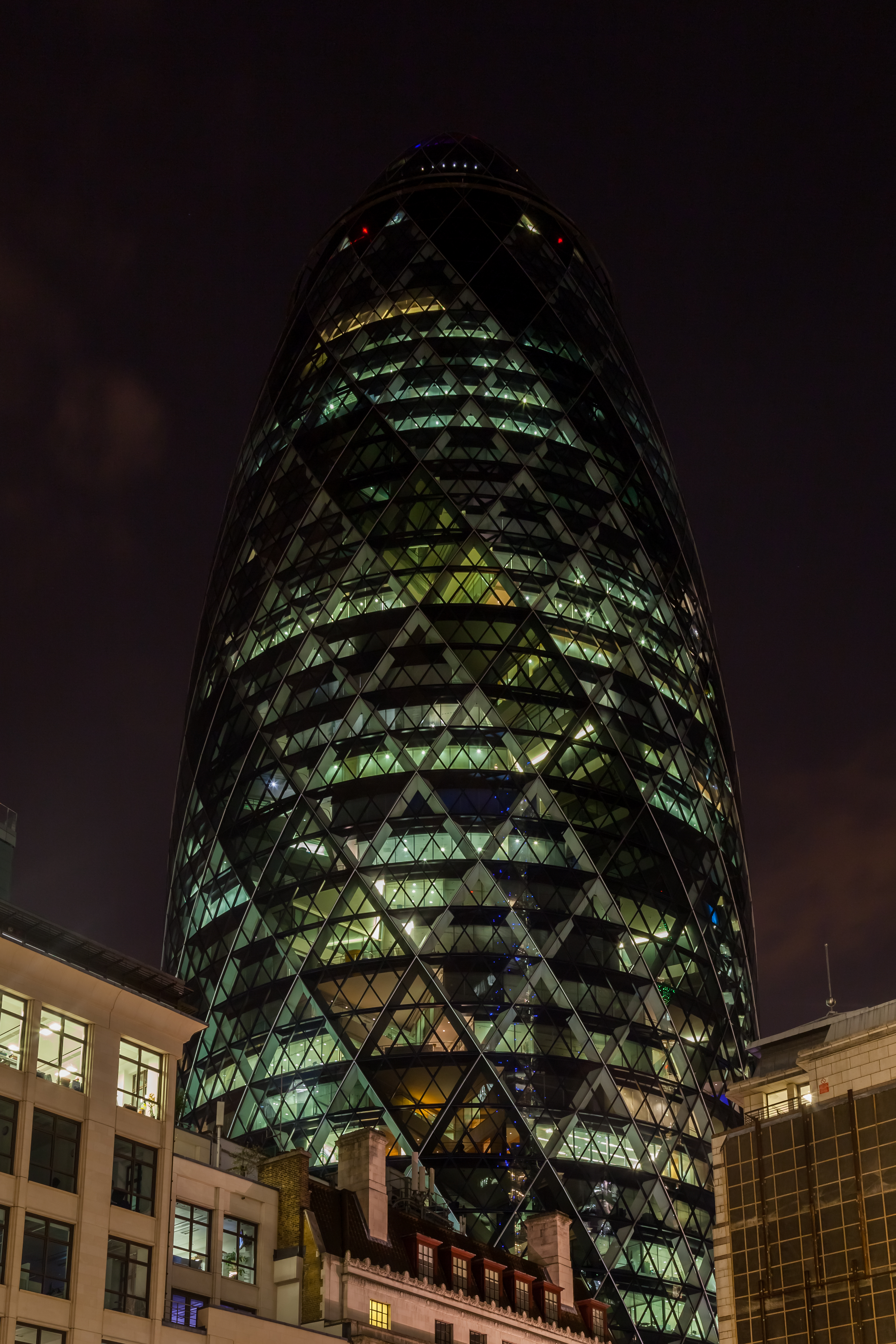
30 St Mary Axe bei Nacht
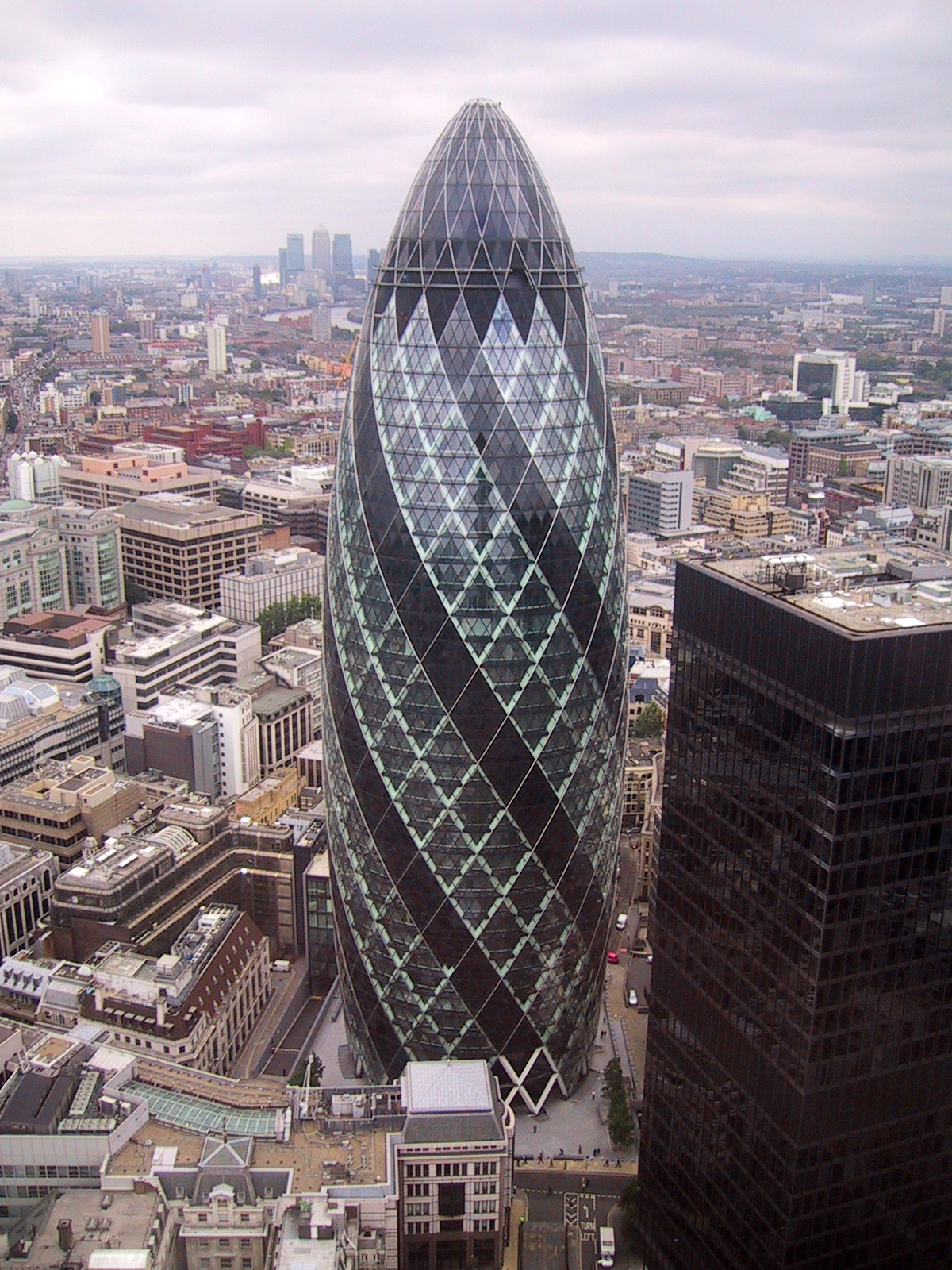
30 St Mary Axe aus der Luft
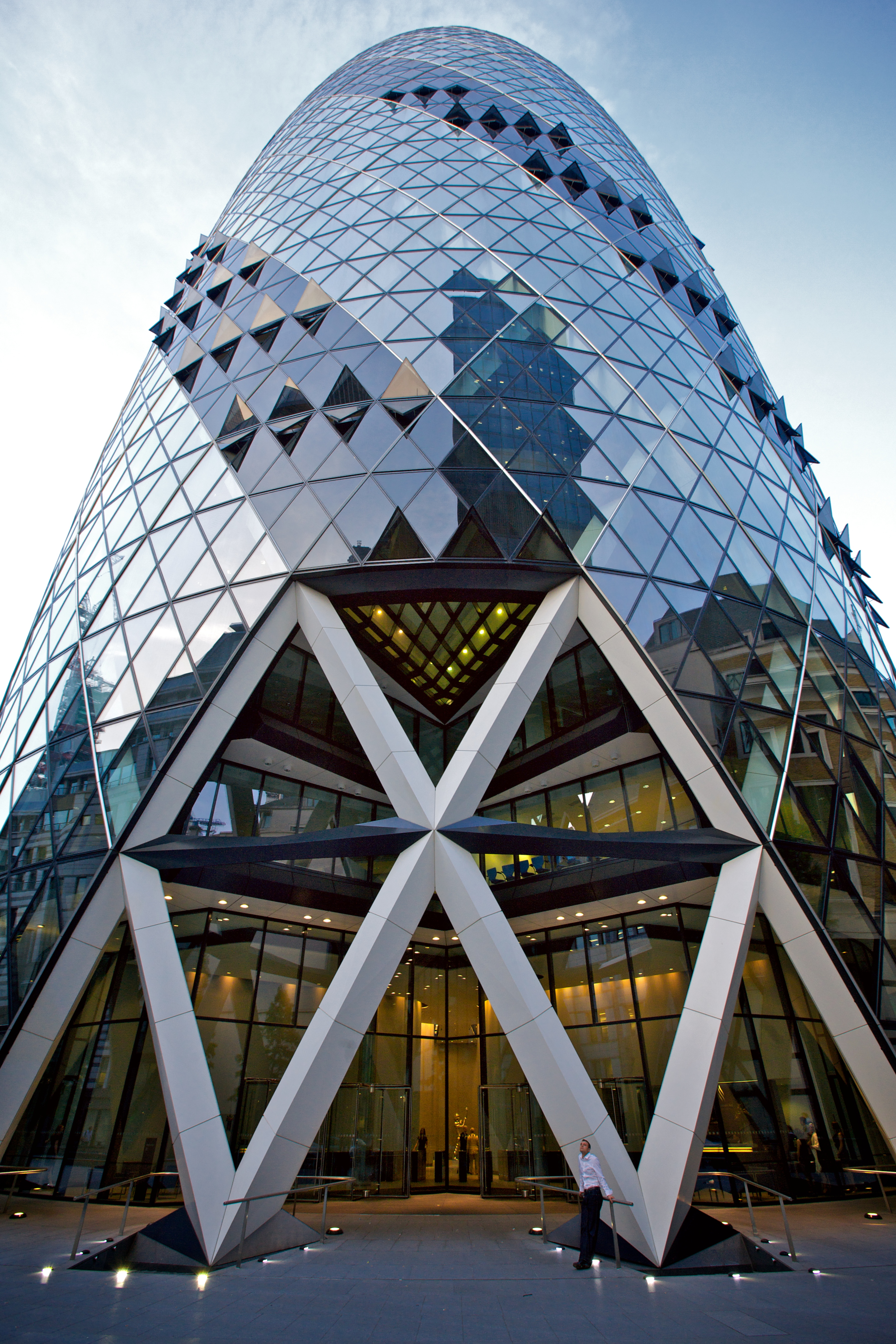
Der 180 m hohe Swiss Re Tower vom Eingang aus gesehen
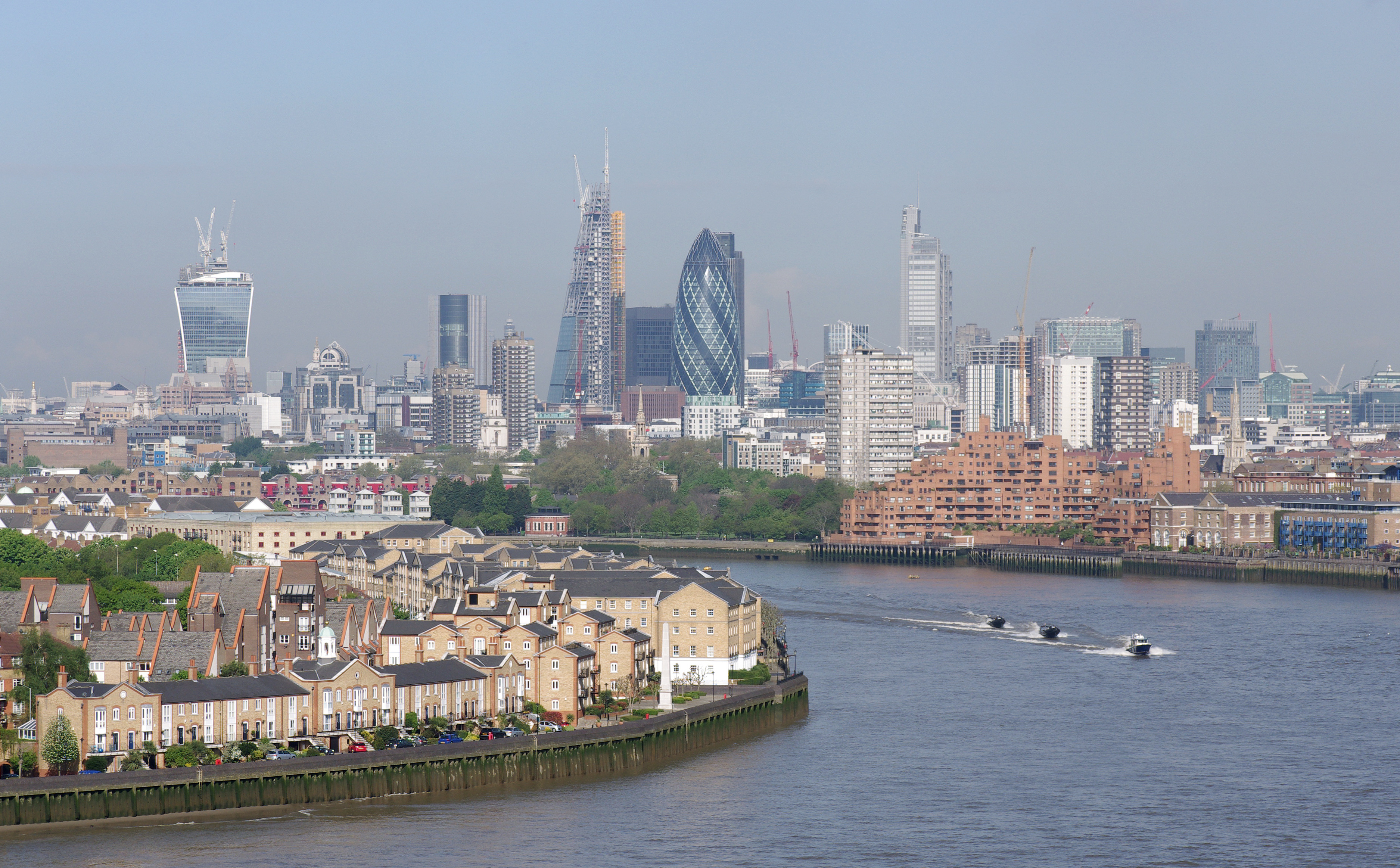
Die Themse und The Gherkin
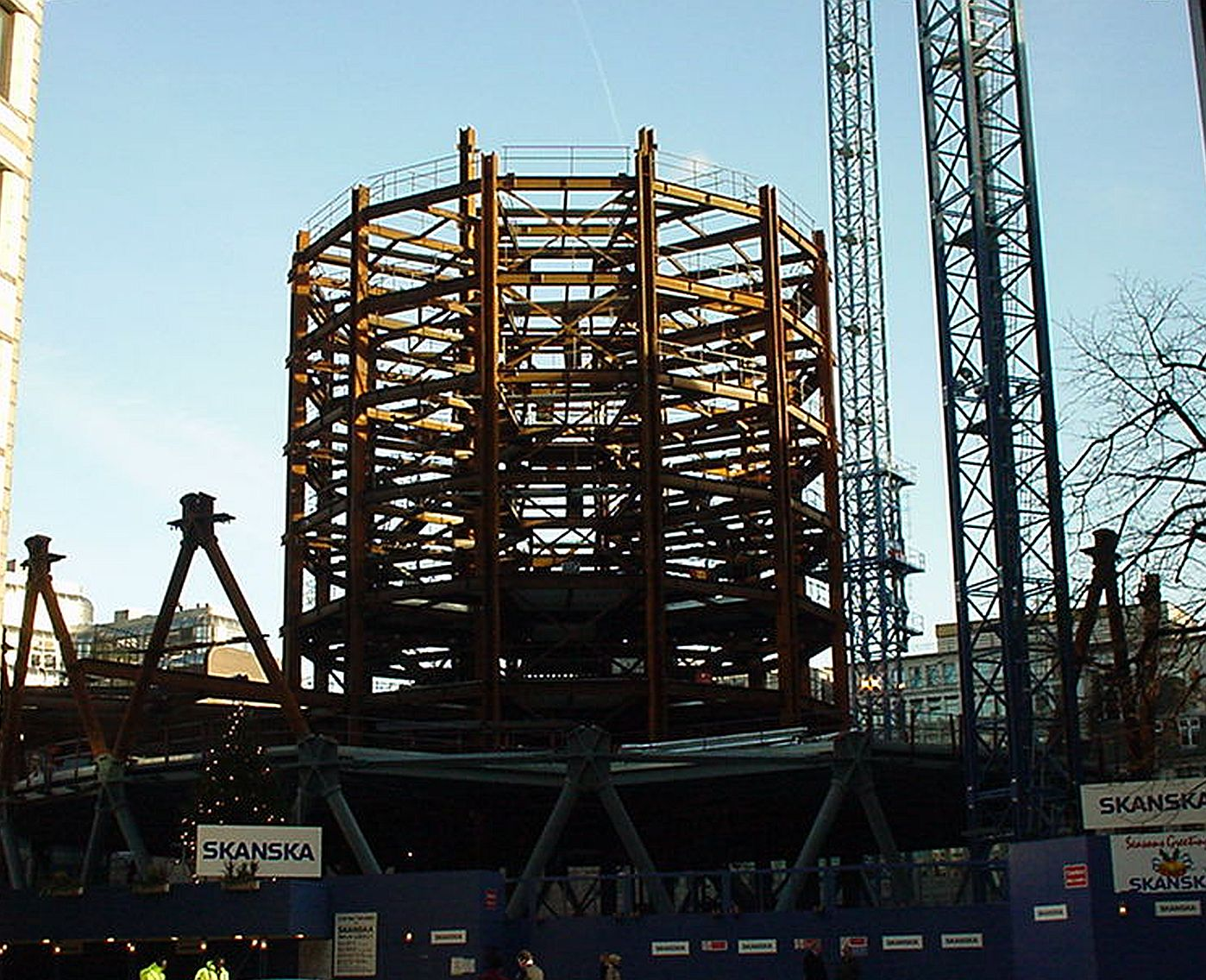
30 St Mary Axe zu Baubeginn
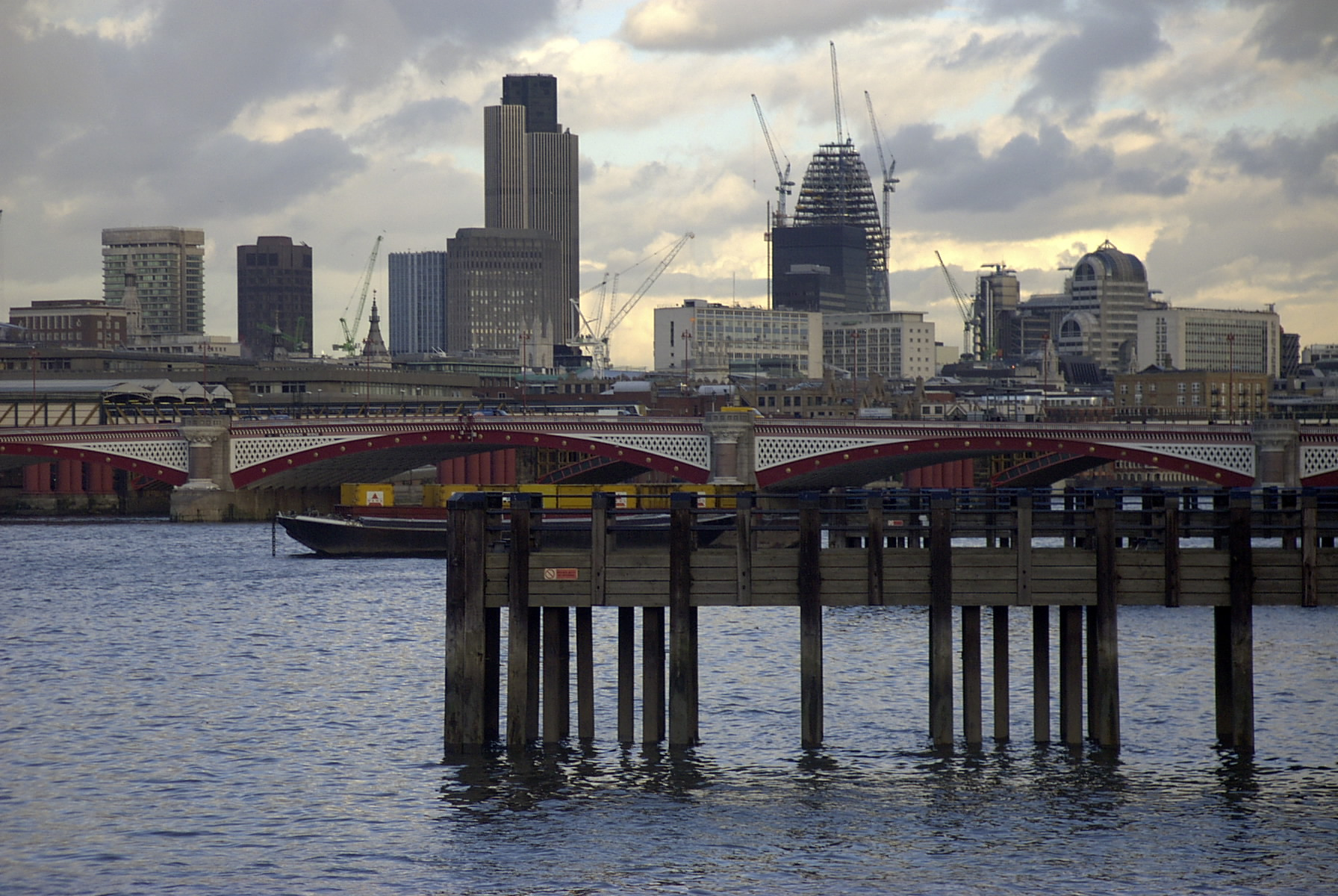
30 St Mary Axe im Bau, gesehen vom Gabriel’s Pier an der Themse